# Royal String Quartet
Das Royal String Quartet ist ein international auftretendes polnisches Streichquartett. Es wurde 1998 gegründet und besteht aus den Musikern Izabella Szałaj-Zimak (1. Violine), Elwira Przybyłowska (2. Violine), Paweł Czarny  (Viola) und Michał Pepol (Violoncello).

## Repertoire
Das Repertoire umfasst eine große Zahl vor allem von Streichquartetten und Klavierquintetten sehr vieler Komponisten – von der Klassik bis zur Moderne: Grażyna Bacewicz, Samuel Barber, Béla Bartók, Ludwig van Beethoven, Luigi Boccherini, Johannes Brahms, Johannes Bernardus van Bree, Zbigniew Bujarski, Charles Camilleri, Mario Castelnuovo-Tedesco, Frédéric Chopin, Mikołaj Ciurlionis, George Crumb, Antonín Dvořák, Ivan Eroed, Antonio Giacometti, Reinhold Gliere, Henryk Mikołaj Górecki, Stewart Grant, Edvard Grieg, Sofia Gubaidulina, Joseph Haydn, Charles Ives, Mieczysław Karłowicz, Aleksander Kościów, Robert Kurdybacha, Paweł Łukaszewski, James MacMillan, Bohuslav Martinů, Felix Mendelssohn Bartholdy, René Mertzig, Stanisław Moniuszko, Wolfgang Amadeus Mozart, Astor Piazzolla, Ludomir Różycki, Franz Schubert, Robert Schumann, Edward Sielicki, Dmitri Shostakovich, Karol Szymanowski, Paweł Szymański, Ralph Vaughan Williams, Carl Maria von Weber, Anton Webern, Lotta Wennakoski, John Woolrich und Juliusz Zarębski.

## Diskografie (Auswahl)
- Mendelssohn: Octet; Schubert: 'Trout' Quintet. BBC Music Magazine, 2006
- Szymanowski: String Quartets Nos. 1 & 2; Rózycki: String Quartet. Hyperion, 2009

## Auszeichnungen/Preise
Das Quartett erhielt mehrere Auszeichnungen bei internationalen Wettbewerben:
- beim Internationalen Kiejstut Bacewicz Kammermusik-Wettbewerb in Lodz (1998)
- 1. Preis und Grand Prix beim Carlo Silva Wettbewerb in Casale Monferrato (2000)
- beim Bronislaw Hubermann Festival in Warschau (2002)
- 2. Preis beim 7. Kammermusikwettbewerb in Krakau (2003)
- Sonderpreis der Jury beim 1. Internationalen Streichquartett-Wettbewerb in Kuohmo (Finnland) (2004)
- 3. Preis beim 8. Internationalen Streichquartettwettbewerb in Banff  (Kanada) (2004)